# Csorba Zoltán (mezőgazdász)
Csorba Zoltán (Budapest, 1904. szeptember 27. – Budapest, 1981. szeptember 11.) magyar mezőgazdász, a növénykórtan és növényvédelem kutatója, a biológiai tudományok kandidátusa (1961).

## Életrajza
1926-ban fejezte be egyetemi tanulmányait a budapesti műegyetemen, ahol gyakornok, majd tanársegéd lett, 1931-ben doktorált. 1930-tól a Földművelésügyi Minisztérium szolgálatában állt, ahol előbb adjunktus, főadjunktus, majd kísérletügyi igazgató lett. 1948-1950 között a Minisztérium Növényvédelmi Szolgálatát vezette. 1969-ben való nyugdíjazásáig a Növényvédelmi Kutató Intézet igazgató helyettese volt.
A Magyar Agrártudományi Egyesület alapító tagja volt, 1966-ban aranykoszorús jelvényüket nyerte el, 1973-ban pedig elsőként kapta meg a Horváth Géza-emlékérmet.
Budapesten halt meg, 77 évesen, 1981. szeptember 11-én.

## Munkássága
Maradandót alkotott a növényvédelmi mikológia területén mint az aszkospórás gombák hazai szakértője. Kidolgozta az almafa lisztharmat elleni védekezés módszereit, és foglalkozott a kajszi betegségeivel, az almástermésűek varasodásával és a moníliás megbetegedés elleni küzdelemmel. A szerves hatóanyagú fungicid hatóanyagok magyarországi bevezetője volt.
Mintegy 140 szakcikke jelent meg, 1965-ben részt vett a Növénykórtan című szakkönyv összeállításában is.

## Főbb munkái
- Védekezés az almafa-lisztharmat ellen (Budapest, 1939)
- Általános védekezőmunkák a gyümölcsösben (Kadocsa Gyulával, Budapest, 1950)
- A házikert növényvédelme (Reichart Gáborral, Budapest, 1958)
- Az almafa lisztharmat (Budapest, 1962)
- Harc a gyümölcsfák betegségei és kártevői ellen (Szelényi Gusztávval és Berend Istvánnal, 2. kiadás, Budapest, 1981)